# Смородщина
Смородщина (укр. Смородщина) — село,
Зеленовский сельский совет,
Чутовский район,
Полтавская область,
Украина.
Код КОАТУУ — 5325481602. Население по переписи 2001 года составляло 509 человек.

## Географическое положение
Село Смородщина находится в 3-х км от правого берега реки Мокрый Тагамлык,
в 1,5 км от села Рубановка (Машевский район).
По селу протекает пересыхающий ручей с запрудой.
В 3 км проходит автомобильная дорога М-03.

## Экономика
- «Чутово-Браун», ТОВ. (Птицефабрика закрыта в 2006 году. В 2016 начата реконструкция)
- «Первое Мая», кооператив.

## Объекты социальной сферы
- Школа. (недействующая)
- Дом культуры.

## Известные жители и уроженцы
- Коваленко, Климентий Данилович (1897—1979) — Герой Социалистического Труда.